# بخش دلاور (شهرستان هنکوک، اوهایو)
بخش دلاور (به انگلیسی: Delaware Township) یک منطقهٔ مسکونی در ایالات متحده آمریکا است که در شهرستان هنکاک، اوهایو واقع شده‌است.
 بخش دلاور ۸۰٫۷ کیلومتر مربع مساحت و ۱٬۲۸۵ نفر جمعیت دارد و ۲۵۵ متر بالاتر از سطح دریا واقع شده‌است.